# Суонси
Суо́нси (правильнее Суо́нзи, англ. Swansea, букв. «море лебедей», произносится [ˈswɒnzi]; валл. Abertawe, «устье Таве») — прибрежный город и графство в Уэльсе.
Суо́нси — второй по величине город Уэльса после Кардиффа. Является унитарной административной единицей со статусом города (англ. city), который был дан Суонси в 1969 году в честь получения сыном королевы Елизаветы II Чарльзом титула Принца Уэльского.
Город расположен в южном Уэльсе, непосредственно к востоку от полуострова Гауэр, который административно входит в его состав, и граничит с областями Кармартеншир на севере и Нит-Порт-Толбот на востоке. Суонси стал важным городом в XVIII и XIX веках, когда в южном Уэльсе бурно развивалась тяжёлая промышленность, но в меньшей степени, чем Кардифф и южные долины, был затронут иммиграцией из-за пределов Уэльса.
Английское название города этимологически значит «остров Лебедя» (ср. исл. ey, др.-англ. ieg 'остров').

## География
Площадь, управляемая муниципалитетом Суонси, составляет 378 км². Округ Суонси включает 68 городов и территорий.
Сюда входит достаточно много сельской земли, несколько мелких городов (например Горсейнон и Лоугор), а также полуостров Гауэр.
В середине 2004 года население города составляло примерно 225 000 человек, согласно переписи 2001 года, 13,4 % жителей Суонси могли свободно говорить на валлийском языке (в Кардиффе, столице Уэльса, этот показатель составил 11 %. Доля людей, хотя бы в какой-то мере владеющих валлийским языком (например, умеющих читать, но не могущих говорить), составляет 22,5 %. Общее население конурбации Суонси (включая города вокруг залива) составляет 270 056 чел., что делаёт её 22-й по размеру в Англии и Уэльсе.
Суонси находится на океанском побережье, и вследствие этого климат там более мягкий, чем в горах и долинах Уэльса. Однако этот же факт приводит к тому, что на город постоянно обрушиваются ветры и дожди с Атлантики. По данным Метеорологического бюро Великобритании, в Суонси выпадает больше осадков, чем в любом другом городе страны.
Геологическая структура этого небольшого района весьма сложна, в результате чего там можно наблюдать весьма разнообразные ландшафты. Полуостров Гауэр, популярный среди туристов (которые обычно приезжают туда именно через Суонси), стал первой в Великобритании областью выдающейся природной красоты (Area of Outstanding Natural Beauty). В эту область входит весь полуостров, за исключением небольшого урбанизированного района на юго-востоке. Кроме того, в Суонси множество парков. Наиболее урбанизированные и населённые районы графства — Морристон и Скетти, а также центр города Суонси. Главные реки — Таве, протекающая через центр города, и Лоугор, находящаяся на севере, на границе с Кармартенширом. Нижнее течение Таве сильно затронуто человеческой деятельностью; на реке есть водохранилище Крей, снабжающее Суонси питьевой водой, и плотина в устье, построенная в 1992 году.

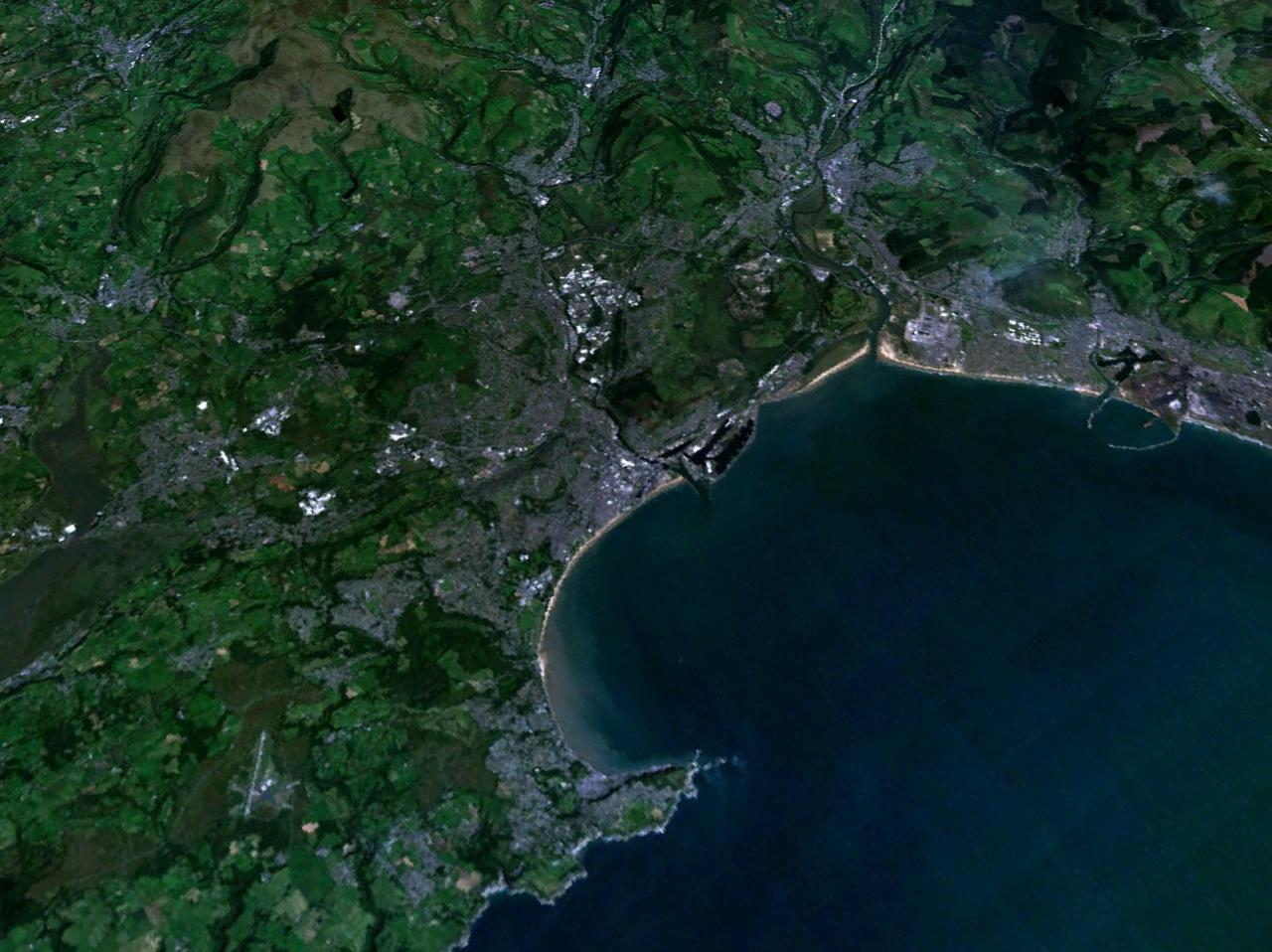
Вид на залив и город со спутника

Геологическое разнообразие полуострова Гауэр весьма велико: от известняковых пейзажей в Россили до солёных болот и дюн в устье Лоугора. Восточный, южный и западный берега полуострова богаты песчаными пляжами, которые разделены крутыми утёсами. В районе Суонси к берегу выходит Южно-Уэльское угольное месторождение, что сыграло важнейшую роль в развитии самого Суонси и других близлежащих городов, таких как Морристон. Во внутренних районах обычны большие луга и известняковые холмы, включая известный Кевн-Брин. Сельскохозяйственный ландшафт состоит из множества полей, разгороженных стенами, террасами и растительными изгородями. Полуостров изрезан также уединёнными лесистыми долинами. В целом территория Суонси скорее холмистая, самая высокая точка — Минид-и-Бетус, Часовенная гора на границе с Кармартенширом.

## История
На полуострове Гауэр сохранилось множество археологических памятников, начиная с эпохи каменного века. В самом городе Суонси археологических находок мало. До нынешнего Суонси доходили и римляне, и викинги, причём последние дали ему нынешнее имя.
После норманского завоевания здесь было создано пограничное лордство под названием Гауэр, куда входили сам полуостров, земли вокруг залива Суонси до Таве, а также манор Килви на другом берегу реки. Главным городом лордства стал Суонси, и таким образом он одним из первых в Уэльсе получил городскую хартию. Первый замок был построен в Суонси к 1106 году.
Суонси стал важным портом: к 1550 году отсюда вывозились уголь и огромное количество известняка, шедшего на удобрения. Когда промышленная революция дошла до Уэльса, Суонси, бывший одновременно портом и центром добычи угля, а также имевший прочные связи с Корнуоллом, Девоном и западом Англии, к 1720 году стал также центром цветной металлургии (в первую очередь производства меди).
После этого начался расцвет угледобычи: новые шахты открывались повсюду: от северо-востока Гауэра до Клайна и Ллангивелаха на западе — а в долине Таве развивалась металлургия. За следующие полтора века в Суонси также получила развитие промышленность по добыче и обработке мышьяка, цинка и олова, а также производство посуды. В XVIII и XIX город быстро развивался и получил название Copperopolis («Медный мегаполис»). К середине XIX века порт Суонси соперничал с кардиффским за звание крупнейшего в мире пункта экспорта угля.

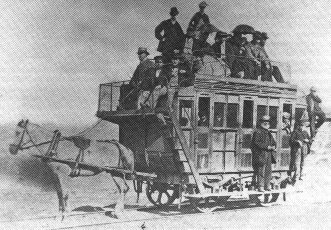
Конно-пассажирский поезд на железной дороге Суонси и Мамблеса в XIX веке.

В 1804 году в Суонси открылась одна из самых первых железных дорог в мире, Железная дорога Суонси и Мамблза. С 25 марта 1807 года на ней начались регулярные пассажирские перевозки (первоначально — на конной тяге). С 1877 года стали использоваться паровозы, а в 1929 году дорога была электрифицирована, и стала больше напоминать пригородную линию трамвая, нежели железную дорогу. В 1960 году дорога была закрыта, разобрана и заменена автобусами.
В XX веке тяжёлая промышленность в Суонси пришла в упадок, в результате чего долина нижнего течения Таве оказалась переполнена брошенными предприятиями и горами отходов. Схема возрождения долины нижней Таве, действующая до сих пор, ставит своей целью вернуть эту землю в использование. В частности, из всех бывших доков работать продолжают только те, что находятся за пределами города.
Центр города (если не считать схемы расположения улиц) не сохранил ничего от средневекового Суонси: важность города для промышленности сделала его целью для интенсивных немецких бомбёжек во время второй мировой войны, сравнявших центр города с землёй.
27 июня 1906 в Суонси произошло землетрясение мощностью 5,2 балла по шкале Рихтера, одно из самых мощных в Великобритании в XX веке. Обычно землетрясения в Великобритании происходят далеко от населённых областей и не наносят большого ущерба, однако на этот раз было повреждено много зданий, особенно высоких.

## Город

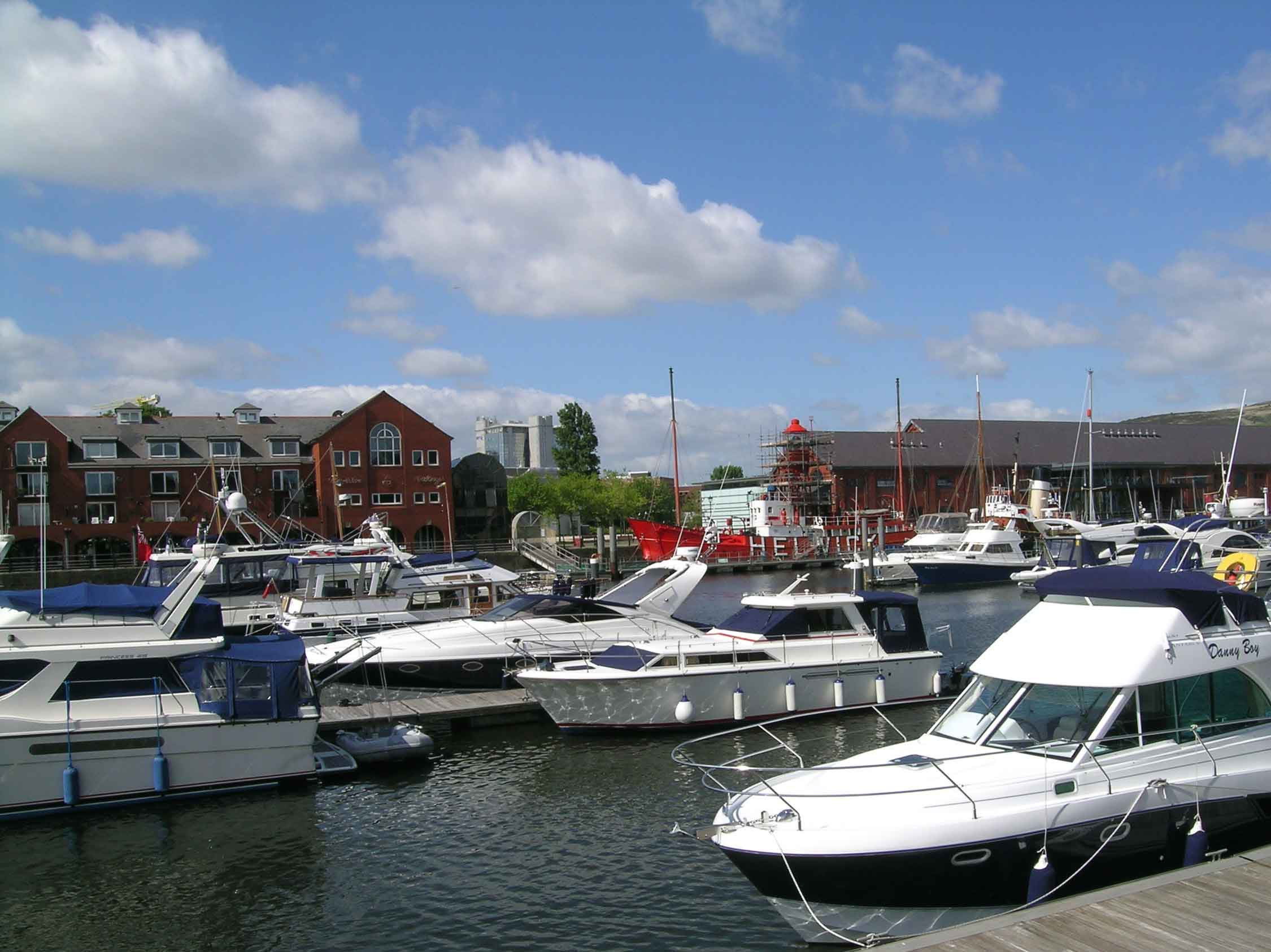
Морской квартал в Суонси.

Суонси — чётко районированный город. Это не только популярный курорт, но и коммерческий центр, а недавно реконструированный портовый район стал центром индустрии высоких технологий. В Суонси расположено государственное агентство, отвечающее за регистрацию автомобилей и водителей в Великобритании (за исключением Северной Ирландии). Хотя сам город достаточно древний, многие здания в центре были возведены уже после войны, так как центр очень сильно пострадал в ходе так называемого «Блицкрига трёх ночей». В центре города находятся такие достопримечательности, как развалины замка Суонси, морской квартал, Художественная галерея Глин Вивиан, Музей Суонси, Центр Дилана Томаса, Центр окружающей среды и Центральный рынок, крупнейший крытый рынок в Уэльсе.
Ночная жизнь Суонси сосредоточена вокруг Уинд-стрит, где находятся не только клубы, но и множество сетевых ресторанов, а также пивных и винных баров, куда стремятся посетители со всего Южного Уэльса. Многие из зданий, где находятся эти заведения, ранее были банками; кроме того, там находится старый почтамт. Много дискотек и клубов можно найти вдоль улицы Кингсуэй. Из центра в район Бринмилл ведёт улица Сент-Хеленс-роуд, вдоль которой расположены рестораны с кухней Индии и Бангладеш.
Суонси получил статус города (city) в 1969 году, в честь получения сыном королевы Елизаветы II Чарльзом титула Принца Уэльского. Принц объявил об этом 3 июля 1969 во время поездки по Уэльсу.
В 1982 Суонси получил право на лорда-мэра.
В начале XXI века во многих районах города произошли значительные изменения. Был построен Уэльский национальный бассейн, где могут проходить соревнования олимпийского уровня. В октябре 2005 года открылся Национальный музей на набережной, посвящённый промышленной революции в Уэльсе. Среди вновь застроенных районов — Энтерпрайз-Парк в старых доках, Форествах и Ландор, возле нового стадиона «Либерти».

## Религия
В Суонси, как и вообще в Уэльсе, случалось множество нонконформистских религиозных возрождений. В 1904 году Эван Робертс, шахтёр из Лоугора (Ллухура) возле Суонси стал лидером одного из самых больших в мире протестантских возрождений: всего за несколько месяцев к религии обратились примерно 100 000 человек. Это движение оказало огромное влияние на всё уэльское общество. Признано, что «Уэльское пробуждение» 1904 года оказало большое влияние на формирование пятидесятнического движения.

## Управление

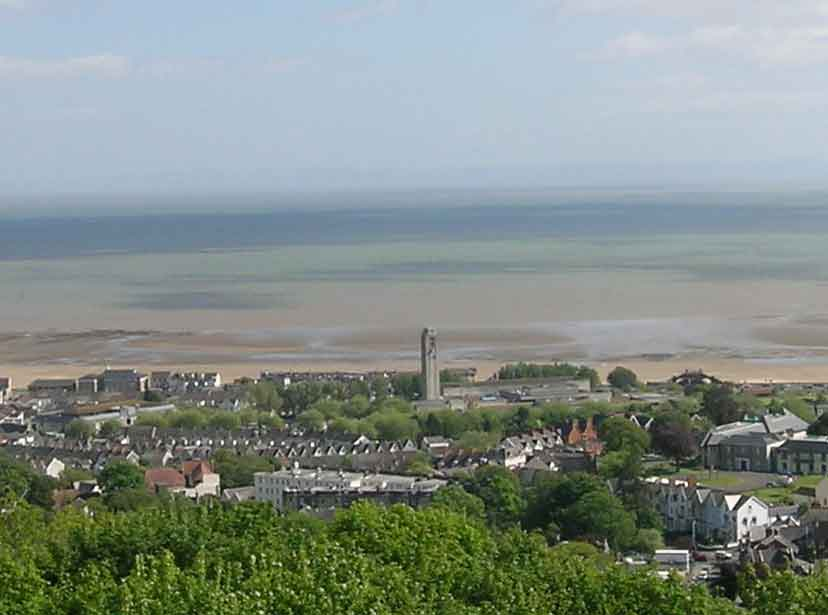
Комплекс правительственных зданий в Суонси: вид с холма Таунхилл.

Традиционно «Суонси» означает город Суонси, то есть поселение вокруг устья реки Таве. Сейчас это название относится к одной из областей Уэльса под названием Город и графство Суонси (The City and County of Swansea, Dinas a Sir Abertawe).
Традиционно Суонси поддерживал лейбористов. После выборов 2004 года власть в местном совете получила коалиция, где ведущую роль играют либеральные демократы.
В выборах в Уэльскую Ассамблею Суонси поделён на три избирательных округа; на последних выборах во всех трёх победили представители лейбористов: Валери Ллойд в Восточном Суонси, Эндрю Дэвис в Западном и Эдвина Харт в Гауэре.
В британском парламенте Суонси представляют Шан Джеймс (Лейбористская партия, Восточный Суонси), Алан Уильямс (Лейбористская партия, Западный Суонси) и Мартин Кейтон (Лейбористская партия, Гауэр).

### Международные связи
Суонси породнён со следующими городами:
- Маннгейм (Германия)
- По (Франция)
- Корк (Ирландия)

Существует сотрудничество со следующими городами:
- Феррара (Италия)
- Орхус (Дания)

Заключён договор о дружбе со следующими городами:
- Наньтун (Китай)
- Нью-Йорк (США)

## Экономика
Исторически Суонси развивался как центр металлургии и горного дела, особенно добычи и обработки меди. Апогея своего развития эта индустрия достигла к 1880-м годам: тогда 60% ввозимой в Британию медной руды обрабатывалось в низовьях Таве. Однако уже к концу Второй мировой войны тяжёлая промышленность пришла в упадок, и в последующие годы Суонси начал следовать общей тенденции к постиндустриальной экономике.
Сегодня главнейшие секторы экономики Суонси — это муниципальное управление, образование и здравоохранение (37,4 % занятых); торговля, отели и рестораны (25,5 %); банковское дело, финансы и страхование (16,3 %). Высокая доля занятых на государственной службе вообще характерна для Уэльса (в целом 32,8 %) и выше, чем в среднем по Великобритании (26,4 %). Это отражает не столько избыток чиновничества, сколько слабость частного сектора в экономике; при этом некоторые правительственные учреждения специально размещают отделения (включая Агентство по лицензированию транспортных средств и водителей) в Суонси и других сравнительно менее развитых городах страны.
Что касается распределения по профессиям, то самая большая доля в Суонси приходится на работников среднего звена (13,7 %), хотя по сравнению со средними цифрами по Великобритании и Уэльсу в городе сравнительно большая доля руководящих должностей и секретарей (13,4 %), работников нижнего звена (13,1 %), а также тех, кто работает в сфере торговли и обслуживания (10,7 %). В Суонси больше управленцев, включая старших, чем в целом в Уэльсе (13,3 % в городе, 12,5 % в Уэльсе), хотя это меньше, чем по Великобритании в целом (14,8 %). Это отражает недостаток в регионе крупных корпораций, которые производили бы большую добавленную стоимость.
В мае 2006 году 71,9 % работоспособных жителей Суонси были заняты, 23,3 % были экономически неактивными и 6,1 % — безработными. Уровень экономической активности в Суонси выше, чем в Уэльсе, но заметно ниже, чем в целом по стране. Это может быть связано отчасти с тем, что в городе много студентов (здесь находятся университет и ещё один институт), но также с высоким уровнем скрытой безработицы, особенно в сравнительно бедных районах вроде Восточного Суонси и Таунхилла. Лишь 8,1 % жителей Суонси работают сами на себя (12 % по Великобритании).
Доля населения с высшим образованием в Суонси выше, чем по Уэльсу, но ниже, чем по Великобритании; точно так же доля населения без оконченного образования ниже, чем в Уэльсе, но выше, чем по Великобритании.
Каждый день из города уезжают на работу примерно 16 000 человек (главным образом, в соседние Нит-Порт-Толбот и Кармартеншир), в то время как принимает Суонси примерно 25 000 человек (из тех же областей).
Согласно опросам, средний ежегодный заработок жителей Суонси меньше, чем средние показатели по Уэльсу и Великобритании (соответственно £21 003, £21 023 и £22 901). Ежегодный средний заработок тех, кто работает в городе, даже ниже этого и составляет лишь £19 391. Подушная валовая добавленная стоимость в Суонси мала (£13 507) по сравнению со средним по Великобритании £16 485, хотя по этому показателю Суонси превосходит Уэльс в среднем (£12 716). Тем не менее низкая стоимость жизни в Суонси (и вообще в Уэльсе) приводит к тому, что низкий подушный доход не означает худшего стандарта жизни.
Хотя некоторые опросы помещают Суонси на 18-е место в списке крупнейших центров розничной торговли в стране (это сравнительно высокий показатель для города с таким небольшим населением), в рейтингах привлекательности для покупателей и конкурентоспособности город не попадает даже на первые 50 мест, что во многом связано с низким качеством предлагаемых в центре товаров. Особенность Суонси заключается в недостатке рабочих мест в центре по сравнению с городами похожего размера. Многие работодатели перевели офисы в Энтерпрайз-Парк и другие места на окраинах: в результате в центре города было 4510 рабочих мест по сравнению с 13 910 в Кардиффе. Это снижает уровень потребительских затрат в центре и лишь ослабляет розничный сектор. Низкий спрос препятствует развитию новых торговых площадей, что создаёт порочный круг упадка в центре города.
Из-за слабости местного рынка строительство большинства новых торговых и офисных площадей поддерживается субвенциями. Ныне не действующее Уэльское агентство по развитию проводило регенерацию нескольких районов в городе, включая набережную Сент-Томас (этот проект до сих пор финансирует Правительство Уэльской Ассамблеи). В рамках проекта реализуется концепция Technium, подразумевающая создание «бизнес-инкубаторов», часто на основе разработок местного университета. Ассамблея и IBM поддерживают новый Институт наук о жизни в составе университета, который, как можно надеяться, создаст рабочие места для высокообразованных людей, приносящие большую добавленную стоимость.
| Год  | (ВРДС) | Сельское хозяйство | Промышленность | Услуги |
| ---- | ------ | ------------------ | -------------- | ------ |
| 1995 | 5309   | 8                  | 513            | 1482   |
| 2000 | 7490   | 8                  | 628            | 2510   |
| 2003 | 8451   | 8                  | 595            | 2975   |

## Транспорт
См. также: Wikivoyage:Swansea
Главный общественный транспорт в Суонси — автобус; в городе нет ни трамвая, ни метро. В рамках графства действует несколько железнодорожных маршрутов. Пригородное железнодорожное сообщение обеспечено на магистралях, проходящих через город; обычно поезда ходят с двухчасовым интервалом. Большая слабость системы общественного транспорта Суонси — разделение железнодорожного вокзала и автовокзала, которые расположены примерно в 15 минутах ходьбы друг от друга (или в 5-10 минутах езды на автобусе). Ожидается введение нового вида транспорта под названием Метро Суонси — своеобразного гибрида автобуса и трамвая, который обеспечит быстрое перемещение, в частности, за счёт предоплаты билетов на остановках (а не покупки их у водителя).
Автобусная станция Quadrant — главный транспортный узел. Среди местных автобусных компаний можно назвать First Cymru. Некоторые маршруты в сельской местности финансируются местной администрацией: это, в частности, большинство маршрутов на Гауэре.
Перехватывающие парковки организованы в Ландоре и на Фэбиан-Уэй. В туристический сезон ещё одна парковка открывается в Бринмилле (район Аплендс). 13 ноября 2006 года ожидается открытие третьей парковки в районе Форествах, на Кармартен-Роуд.
В графстве существует четыре маршрута для велосипедистов. По берегу залива от морского квартала и скалы Нэб-Рок до пирса Мамблз идут велосипедная пешеходная дорожки, известные просто как «променад». В Национальном парке Долины Клайна по тихой лесной местности проходит велосипедный маршрут от Блэкпилла до Гауэртона. По восточному берегу Таве идут велосипедная дорожка и пешеходная тропа с видом на реку и промышленные развалины в Хаводе, которые заканчиваются на Ки-Парейд, возле Пентре-Хвит. От моста на Ки-Парейд в центре города на восток уходит дорожка, известная как Кельтская тропа, которая доходит до Чепстоу и, в конце концов, до Лондона.

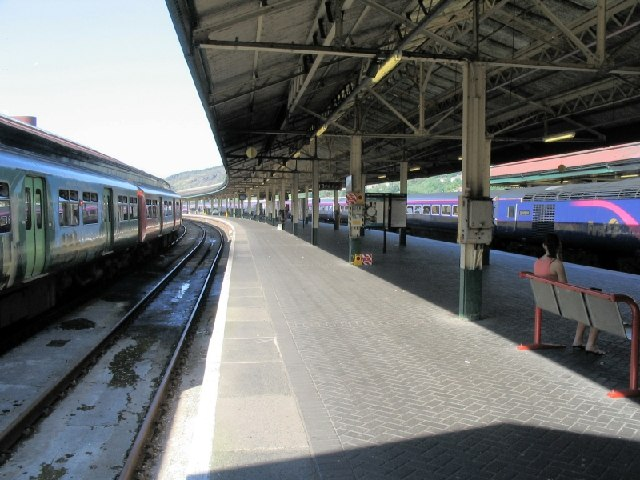
Центральный вокзал в Суонси.

### Железная дорога
Станция Суонси—Хай-стрит — конечная «Южно-Уэльской главной линии». Отсюда уходят поезда компании «Arriva Trains Wales» в Западный Уэльс: Кармартен, Милфорд-Хейвен и Хейверфордуэст. Знаменитая линия «Сердце Уэльса», где ходят вагоны, раскрашенные в жёлтый и оранжевый цвет, также заканчивается на этой станции. Кроме того, «Arriva Trains» обеспечивает связь с Манчестером.

### Автомобильный транспорт
Суонси находится рядом с шоссе M4 (развязки с 42 по 48), главной артерией для автомобильного транспорта в Южном Уэльсе. Здесь останавливаются автобусы компании National Express. Большим спросом пользуется экспресс из Суонси в Кардифф (маршрут № 100). Суонси также находится на линии TrawsCambria, связывающей юг и север страны через Аберистуит.

### Авиационный транспорт
Аэропорт Суонси расположен на Фэйрвуд-Коммон на Гауэре. Он используется для внутренних рейсов. Построен он был во время войны, когда не требовалось проводить тщательной экспертизы. До конца 2004 года аэропортом пользовалась компания Air Wales, ныне обанкротившаяся.

### Паром
Существует ежедневное паромное сообщение между Суонси и Корком в Ирландии. Летом иногда ходит паром между Суонси и городом Илфракумб на северном берегу Девона.

## Туризм и отдых

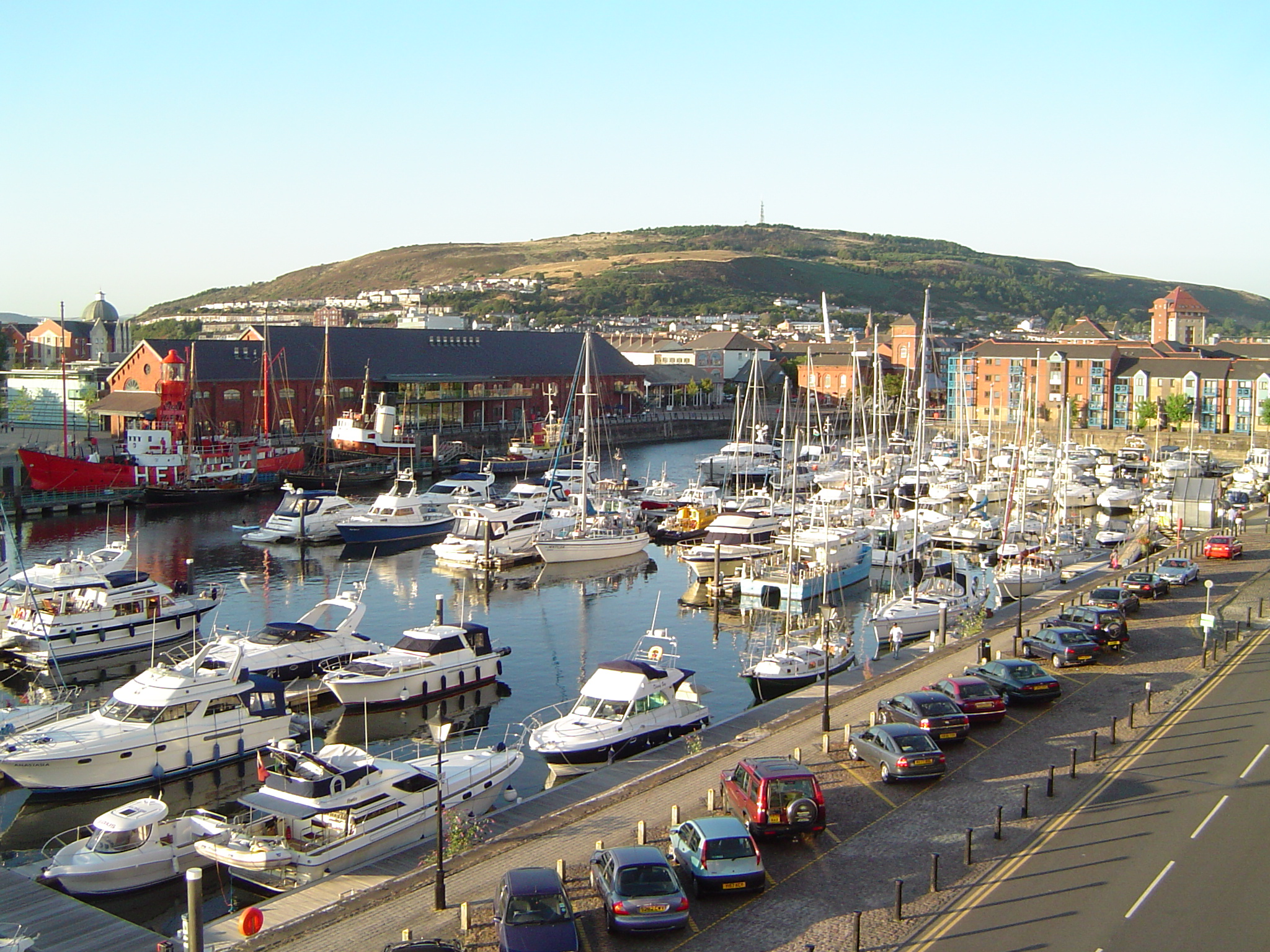
Вид на морской квартал с Троулер-роуд.

Прибрежное расположение и разнообразный ландшафт делают Суонси подходящим для различных видов активного отдыха, таких как плавание, парусный спорт, водные лыжи, сёрфинг, рыбалка, походы на каноэ, гребля и туристические походы.
Центр отдыха Суонси, закрытый на реконструкцию в 2003 году, был одной из 10 главных достопримечательностей Великобритании по количеству посетителей. В Суонси расположен 50-метровый Уэльский национальный плавательный бассейн.
Особой популярностью пользуется прибрежный ландшафт полуострова Гауэр. Широкие песчаные пляжи Лэнгленда, Кэсуэлла и Лаймслэйда привлекают любителей плавания и семейного отдыха, в то время как спокойные воды залива Суонси обещают прекрасные условия для различных водных видов спорта. Пешеходные тропы соединяют большинство заливов на Гауэре и сам залив Суонси. Север графства, сравнительно менее известный туристам, может похвастаться видом на горы. Популярный у туристов пригород Мамблз, ранее бывший рыбацкой деревней, предлагает множество ресторанов и кофеен, а также панорамный вид на залив.

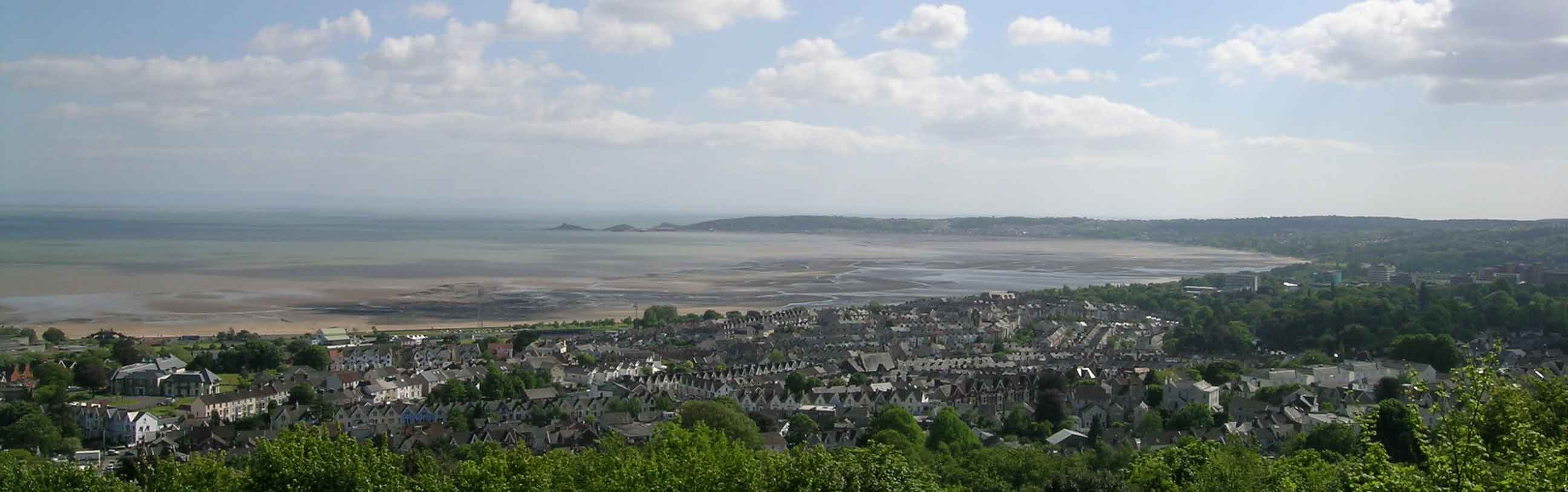
Панорама залива Суонси с воздуха. Вдали — пригород Мамблз, на переднем плане — Аплендз.

## Культура
Многообразное и интересное прошлое Суонси оставило свой след в культуре этого города, где родились многие известные люди. На литературной сцене самый знаменитый уроженец Суонси — поэт Дилан Томас, который родился и вырос в доме номер 5 по Кумдонкин-драйв, в районе Аплендз. В близлежащем Кумдонкин-парке установлен памятнику Томасу. Среди ныне активных знаменитостей стоит назвать актрису Кэтрин Зету-Джонс, которая родилась здесь и до сих пор сохраняет тесную связь с городом. Кроме того, из Суонси происходят уэльская рок-группа Man, политик Майкл Хизлтайн, сценарист и продюсер Расселл Ти Дейвис, певица Бонни Тайлер и нынешний архиепископ Кентерберийский Роуэн Уильямс, а также электронная музыкальная группа Hybrid.
Ещё один известный персонаж — чёрный лабрадор по кличке Джек. За семь лет жизни он спас 27 людей, которые едва не утонули в доках Суонси. На набережной возле стадиона Сент-Хеленс ему установлен памятник. Уроженцев Суонси иногда называют Джеками, что может быть связано с эти псом; правда, раньше этим словом могли называть просто моряков.

### Спорт
В Суонси расположено несколько спортивных объектов. На стадионе Сент-Хеленс проходят соревнования по крикету и регби; на этом стадионе играет Крикетный клуб графства Гламорган. Здесь впервые в истории крикета первого класса один бэтсмен набрал 36 очков за один овер (максимально возможное число); это был Гарфилд Соберз. Говорят, один из мячей приземлился на паб для игроков в крикет, находящийся возле стадиона. Сам стадион расположен буквально на берегу залива. В играх в регби главный соперник команд из Суонси — Лланелли Скарлетс, а в футбол — Кардифф Сити. В Суонси действует один из крупнейших в Великобритании воскресный чемпионат по футболу для любителей.

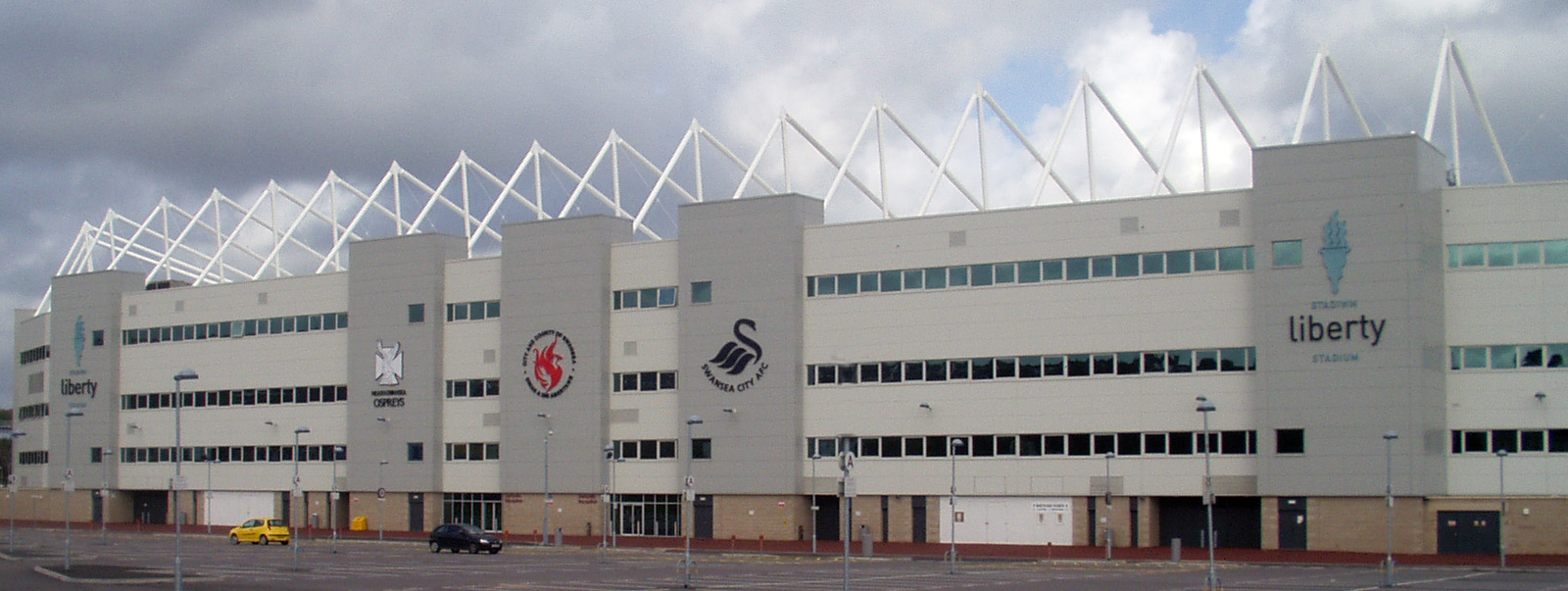
Стадион «Либерти», где играют «Суонси Сити» и «Осприз».

Футбольный клуб «Суонси Сити» переехал с Ветч-Филд на новый стадион «Либерти» в начале сезона 2005—2006 года, добившись в последний год на старом стадионе перехода в Первую лигу, третий ярус английского чемпионата. Первая игра на новом стадионе состоялась 23 июля, это был товарищеский матч с «Фулхэмом», окончившийся со счётом 1:1. В настоящее время клуб выступает в Чемпионшипе, втором по значимости дивизионе в системе футбольных лиг Англии.
В 2003 году регбийный клуб «Суонси» слился с клубом «Нит», образовав клуб «Нит-Суонси Осприз». Клуб «Суонси» остался как полупрофессиональный и до сих пор играет на Сент-Хеленс, а «Осприз» переехали на «Либерти». Последний матч на Сент-Хеленс был сыгран в тот же день, что и последний матч «Суонси Сити» на Ветч-филд. Ранее матчи между «Суонси» и «Нитом» были настоящими дерби, и не все были уверены, что эти команды можно объединить, однако «Нит-Суонси Осприз» уже на второй год своего существования сумел победить в Кельтской лиге.
В Суонси есть команда регби-лиг. Она играет в небольшом городке Исталивера в нескольких милях от Суонси. Будучи образована как «Суонси Буллз» в 2002 году, сейчас она называется «Суонси Вэлли Майнерз».

### Искусство

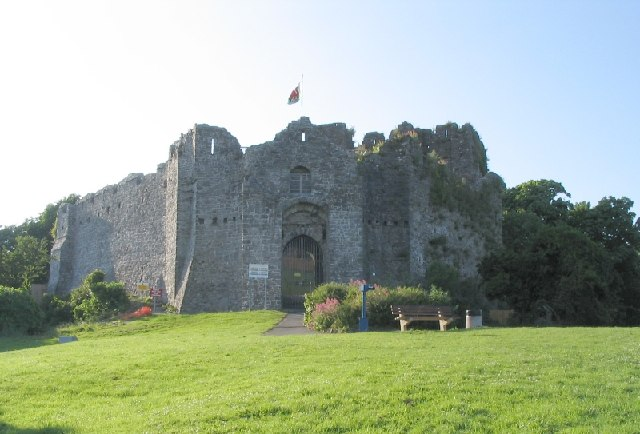
Замок Ойстермаут, где ставятся пьесы Шекспира.

В городе и пригородах находится несколько театров. Большой театр Суонси, основанный в викторианскую эпоху и отпраздновавший столетие в 1997 году, вмещает чуть больше тысячи зрителей. На его открытии выступала знаменитая оперная певица Аделина Патти. Сейчас там ставятся произведения самых разных жанров, от пантомимы до оперы и балета. Новое крыло Большого театра вмещает небольшую сцену примерно на 200 зрителей для более камерных представлений. Театр есть и в Центре искусств «Талиесин», расположенном в университете. Кроме того, работают Театр Дилана Томаса (ранее Малый театр) возле морского квартала и в центре отдыха Пениреол возле Горсейнона.
Летом пьесы Шекспира регулярно ставят под открытым небом в замке Ойстермаут, а в Синглтон-Парке в Скетти проходят вечеринки и концерты. Проходят и несколько фольклорных фестивалей, в Понтардаве и на полуострове Гауэр. В Суонси можно посетить Павильон Патти, бывший зимний сад усадьбы Крайг-и-Нос, принадлежавшей Аделине Патти. Там проходят выставки и ярмарки. Каждую осень в Суонси, в Брангуин-холле проходит фестиваль музыки и искусств.
В городе неоднократно проводился конкурс красоты «Мисс Уэльс». В 2004 году членом жюри была Хелен Элизабет Морган, которую пригласили в Суонси в честь тридцатия её победы и коронации. Новой «Мисс Уэльс» стала Эми Гай.
В 1863, 1891, 1907, 1926, 1964, 1982 и 2006 годах в Суонси проходили эйстедводы.

### Валлийский язык
В городе и окрестностях много церквей разных деноминаций, где служба ведётся на валлийском языке. Образование на валлийском набирает популярность, в том числе среди англоговорящих семей. Осенью 2004 года в местной прессе утверждалось, что для удовлетворения этого спроса власти собирались закрыть одну школу с образованием на английском.
45 % населения в сельском районе Маур говорят по-валлийски; в районе Понтардилайс носителей валлийского 38 %. В районах Клидах, Кингсбридж и Верхний Лоугор по-валлийски говорят более 20 %. Напротив, в городском районе Сент-Томас эта цифра достигает лишь 6,4 %, что лишь ненамного уступает районам Пендерри и Таунхилл; это один из самых низких показателей во всём Уэльсе.

## Образование
Большой кампус Университета Уэльса расположен в Синглтон-Парке, на берегу залива Суонси. Инженерная кафедра этого подразделения университета считается одной из лучших в стране; там были разработаны компьютерные техники решения проблем инженерного дизайна. Кроме того, в городе расположены Институт высшего образования в Суонси, Колледж Суонси и Колледж Горсейнона в пригороде. Институт особенно известен кафедрой архитектурного стекла; долгое время там разрабатывались уникальные витражи.
Местный департамент образования управляет 15 общеобразовательными школами, из которых в двух преподавание ведётся только на валлийском. Старейшая школа Суонси — Школа епископа Гора. Самая большая в городе — школа Олхва. Кроме того, в Суонси расположен Уэльский библейский колледж. Самая известная частная школа города — Финон-Хаус.

## СМИ
Местная газета называется «Саут Уэйлс Ивнинг Пост». Кроме того, распространяется бесплатная газета «Суонси Геральд». Местная papur bro (газета с новостями по-валлийски) называется Wilia. В городе работают радиостанции «Суонси Саунд» и 96,4 FM (The Wave). Суонси — один из немногих регионов Уэльса, где существует покрытие цифрового радио. В январе 2005 года была пущена в работу новая антенна на вершине холма Килви. 5 ноября 2006 года начала свою работу радиостанция Swansea Bay Radio на частоте 102,1 FM.

## Правопорядок

Таунхилл зимой.

Охрану правопорядка в городе осуществляет Полиция Южного Уэльса
Несмотря на в целом спокойную обстановку, Суонси страдает от преступлений, связанных с автомобилями: BBC назвал город «тёмным пятном» в этой области.
Пьянство и нарушение общественного порядка являются серьёзной проблемой в модных районах Кингсуэй и Уинд-стрит. Обычно по вечерам выходных эти местности патрулируются усиленными полицейскими нарядами. Центр города находится под наблюдением видеокамер.
Уровень футбольного хулиганства в Суонси сравнительно низок; обычно драками кончаются лишь стычки болельщиков «Суонси Сити» и «Кардифф Сити».

### История
- Swansea Heritage Исторические объекты в Суонси

### Замки Суонси
- Замок Ландимор
- Замок Лоугор
- Замок Оксвич
- Замок Пеннард
- Замок Уэобли